# Konsulat Generalny Rzeczypospolitej Polskiej w Sankt Petersburgu

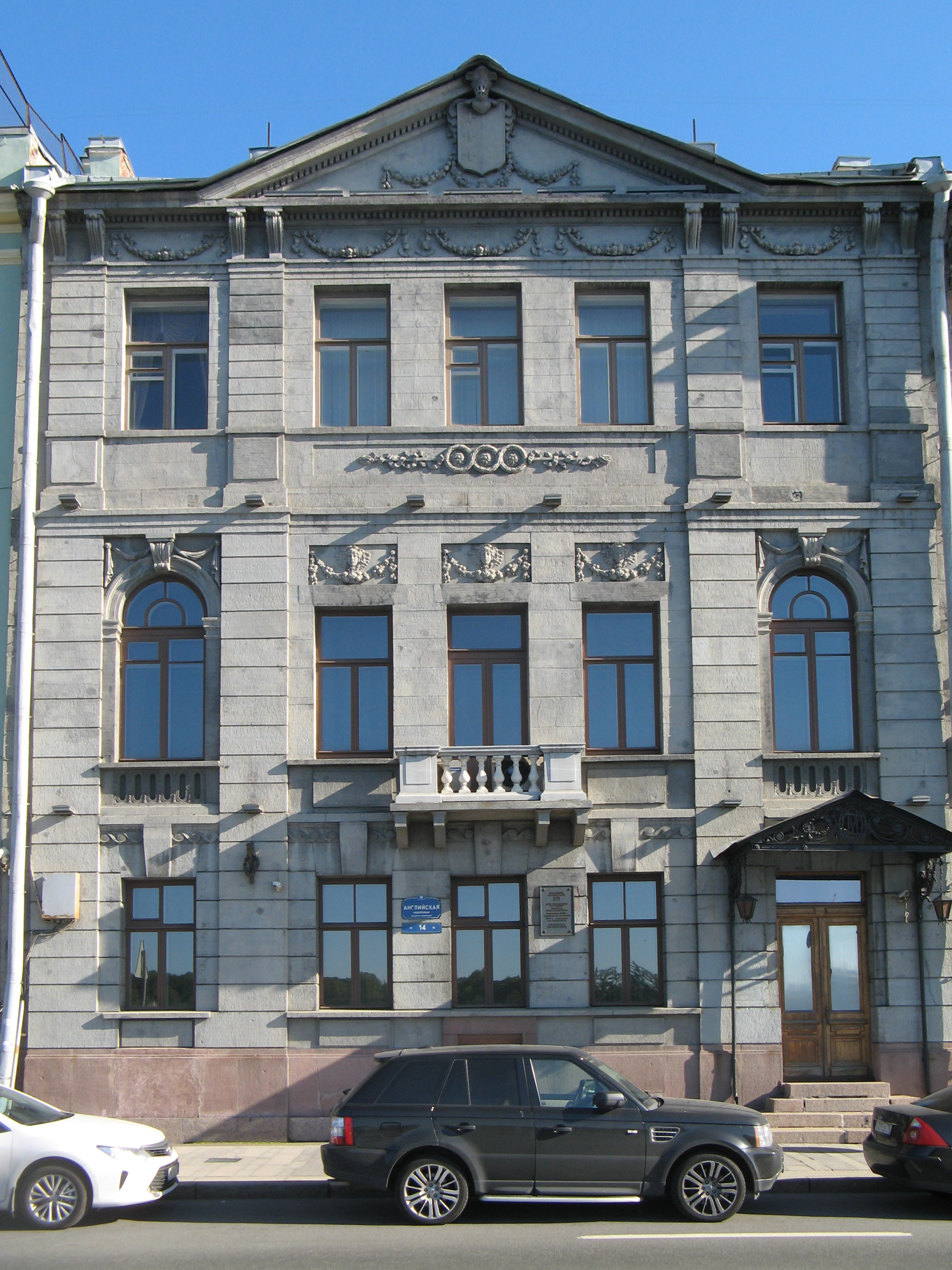
b. siedziba Konsulatu RP przy Nabrzeżu Floty Czerwonej, ob. Nabrz. Angielskim (1926–1939)

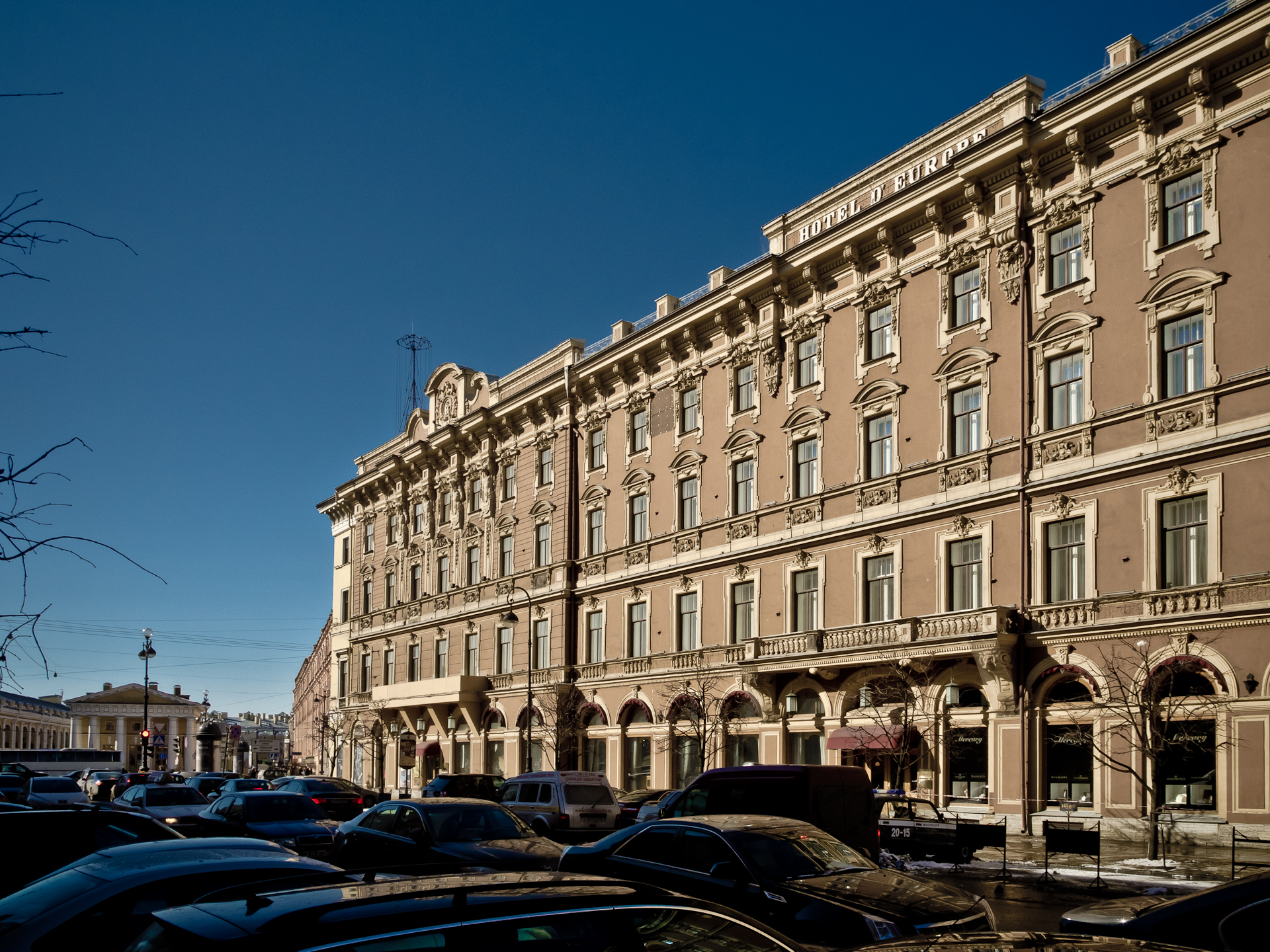
b. siedziba Konsulatu Generalnego PRL w Leningradzie w hotelu Europejskim przy ul. Michajłowskiej 1 (1972)

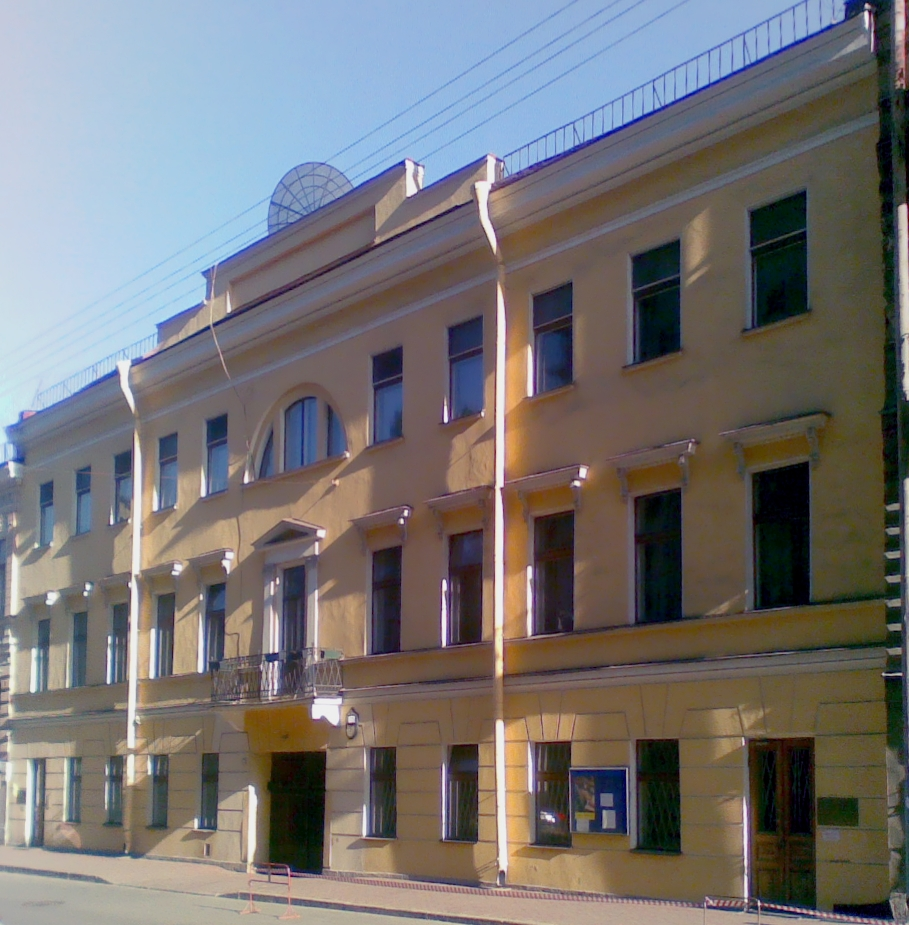
b. siedziba Konsulatu Generalnego PRL w Leningradzie przy ul. Rylejewa (1972–1982)

Konsulat Generalny Rzeczypospolitej Polskiej w Sankt Petersburgu (ros. Генеральное консульство Республики Польша в Санкт–Петербурге) – polska placówka konsularna. Okręg konsularny placówki obejmował: miasto Sankt Petersburg, obwód leningradzki, obwód pskowski, obwód murmański, obwód archangielski, obwód nowogrodzki, obwód wołogodzki, Republikę Karelii, Republikę Komi, Nieniecki Okręg Autonomiczny.

## Podział organizacyjny
- Konsul Generalny[6]
- Wydział Ruchu Osobowego, Spraw Prawnych i Opieki Konsularnej
- Referat ds. Współpracy z Polonią i Polakami za Granicą
- Wydział Administracyjno-Finansowy
- Wydział Kultury – Instytut Polski w Sankt Petersburgu

## Siedziba
W 1918 w Petersburgu funkcjonowała Ekspozytura Przedstawicielstwa Rady Regencyjnej Królestwa Polskiego w Moskwie, której zakres kompetencji obejmował m.in. sprawy konsularne.
Konsulat w Petersburgu powołano w 1926 na mocy zawartego w 1921 traktatu ryskiego i nawiązaniu stosunków dyplomatycznych pomiędzy Polską a RFSRR z siedzibą urzędu w pałacu Naryszkinów/Teniszczewych/Czaplic z 1898 (proj. E.A. Sabaniew, C.J. Kraskowskij) przy Nabrzeżu Floty Czerwonej 14 (наб. Красного Флота), obecnie Nabrzeżu Angielskim (Английская наб.), oraz w oficynie przy ul. Czerwonej 13 (Красная ул.), obecnie ul. Galernaya 13 (Галерная ул.), będącym zapleczem noclegowym konsulatu oraz siedzibą Delegacji Polskiej w Mieszanej Polsko–Sowieckiej Komisji Specjalnej (Польская делегация в смешанной польско–советской Специальной комиссии), powołanej w sprawie restytucji dóbr kultury. Przy ul. Czerwonej 15 funkcjonowała Komisja ds. repatriacji (Комиссия по репатриации). Pracę konsulatu przerwał wybuch II wojny światowej.
Po jej zakończeniu w 1972 władze polskie ponownie uruchomiły placówkę konsularną (w randze konsulatu generalnego) w ówczesnym Leningradzie, najpierw w hotelu Europejskim (ob. Belmond Grand Hotel Europe) przy ul. Michajłowskiej 1 (ул. Михайловская), następnie przy Izmajłowskim prospekcie 11 (Измайловский проспект), i w domu Warganowych z 1870 przy ul. Rylejewa 35 (ул. Рылеева) (1973–1982). Współcześnie pod tym adresem mieści się Konsulat Generalny Indii.
Od 1983 konsulat mieści się w pałacu kupca Płatona O. Iwanowa z 1860 (proj. Augusta I. Lange) przy ul. 5–tej Sowieckiej 12 (ул. 5–я Советская).
Do 29 marca 1990 z siedzibą na terenie konsulatu funkcjonowała kontrwywiadowcza jednostka operacyjna polskiego MSW – Grupa Operacyjna Nr 3 w Leningradzie.
Wydział Promocji Handlu i Inwestycji (Отдел содействия торговле и инвестициям) zlokalizowano w Centrum Biznesu „Senator” (Бизнес–центр Сенатор) w domu S.J. Bogdanowa z 1894 (proj. P.I. Gilew), przy ul. Żukowskiego 63 (ул. Жуковского д. 63). Zgodnie z Zarządzeniem Ministra Rozwoju i Finansów z dnia 13 kwietnia 2017 r. w sprawie likwidacji jednostki budżetowej – Wydział Promocji Handlu i Inwestycji Konsulatu Generalnego RP w Sankt-Petersburgu 24 lipca 2017 r. nastąpiła likwidacja Wydziału.
8 stycznia 2025 Konsulat Generalny RP został zamknięty z powodu wycofania przez władze Federacji Rosyjskiej zgody na jego funkcjonowanie. Wycofanie zgody na funkcjonowanie polskiego konsulatu w Sankt Petersburgu było retorsją po wcześniej decyzji władz polskich, które wycofały zgodę na działalność rosyjskiego konsulatu w Poznaniu, z powodu rosyjskiego sabotażu i dokonywanych w Polsce podpaleń.

## Kierownicy konsulatu
- 1926–1928 – Heliodor Sztark, konsul
- 1929–1931 – Leon Różycki, konsul
- 1932–1933 – Jan Strzembosz, konsul
- 1933–1934 – Zbigniew Belina–Prażmowski–Kryński
- 1934–1939 – Eugeniusz Weese, konsul

- 1972 – Stanisław Mońko, wicekonsul
- 1972–1974 – Kazimierz Nowakowski
- 1974–1978 – Jerzy Chabelski
- 1978–1980 – Tadeusz Wojciech Kaczmarek
- 1980–1984 – Stanisław Bereśniewicz
- 1984–1988 – Wacław Jagielnicki
- 1988–1990 – Bolesław Kapitan

- 18.04.1990 – 31.12.1990 – Jerzy Smoliński[11]
- 31.12.1990 – jesień 1991 – Edward Krasowski, p.o. konsula generalnego
- jesień 1991–1996 – Zdzisław Nowicki
- 09.1996 – 10.2000 – Jerzy Skotarek
- 11.2000 – maj 2005 – Eugeniusz Mielcarek
- 2005 – Elżbieta Jeranowska Gronczewska, p.o. konsula generalnego
- 03.11.2005 – 2011 – Jarosław Drozd
- 2011–2015 – Piotr Marciniak
- 2015–2019 – Andrzej Chodkiewicz
- 26 sierpnia 2019 – styczeń 2025 – Grzegorz Ślubowski